# البيقوني

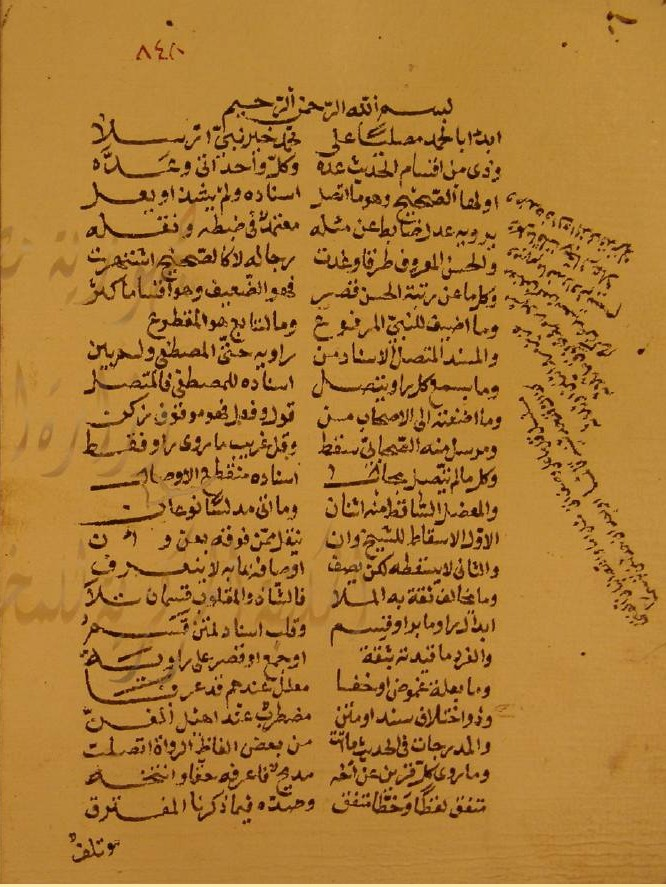
نسخة مخطوطة من البيقونية، المكتبة المركزية للمخطوطات الإسلامية، الرقم العام 605، مصر.

البيقوني وهو عمر (أو طه) بن محمد بن فتوح البيقوني الدمشقي الشافعي (توفي نحو 1080 هـ / نحو 1669 م) هو عالم بمصطلح الحديث. وهو صاحب «المنظومة البيقونية» المشهورة في مصطلح الحديث. 
ولا يعرف الكثير عن البيقوني، حتى قال الزرقاني في آخر شرحه للمنظومة البيقونية: «ولم أقف له على اسم ولا ترجمة، ولا ما هو منسوب إليه». إلا أن عددا من العلماء ذكروا أطرافًا من سيرته
وزاد الأجهوري في حاشيته على شرح الزرقاني وذكر: «وجد بهامش نسخة عليها خط الناظم ما نصه: واسمه الشيخ عمر ابن الشيخ محمد بن فتوح الدمشقي الشافعي». وأضاف بدر الدين الحسني في آخر صفحة من شرحه للبيقونية المسمى بـ «الدرر البهية» [مخطوط] ما نصه: «[البيقوني] توقَّف في هذه النسبة غالب من كتب هنا ورأيت لبعضهم أنها إلى «بيقون» قرية في إقليم أذربيجان بقرب الأكراد».

## آثاره
من آثاره التي ذكرها الزركلي:
- «البيقونية» في مصطلح الحديث، وهي أشهر آثاره وشرحها محمد عثمان الميرغني وغيره.[6]
- «فتح القادر المغيث»، ذكره الزركلي.[7] وهناك كتاب آخر بنفس الاسم لأحد شروح البيقونية، ويُعتقد أن الزركلي نسبه خطأً للبيقوني.[5]

## المصدر
1. ↑  ملف استنادي دولي افتراضي (باللغات المتعددة), دبلن: مركز المكتبة الرقمية على الإنترنت, OCLC:609410106, QID:Q54919
2. ↑  اللطائف في معرفة علماء المشرق الجزء 6 صفحة 514
3. ↑  البيقوني والزرقاني والأجهوري (1425 هـ). المنظومة البيقونية بشرح الزرقاني مع حاشية الأجهوري (ط. الثانية). علق عليها وخرج أحاديثها أبو عبد الرحمن صلاح محمد عويضة - بيروت: دار الكتب العلمية. ص. 228. ISBN:2745127357. مؤرشف من الأصل في 11 يوليو 2018. {{استشهاد بكتاب}}: تحقق من التاريخ في: |تاريخ= (مساعدة)
4. ↑  البيقوني والزرقاني والأجهوري (1425 هـ). المنظومة البيقونية بشرح الزرقاني مع حاشية الأجهوري (ط. الثانية). علق عليها وخرج أحاديثها أبو عبد الرحمن صلاح محمد عويضة - بيروت: دار الكتب العلمية. ص. 21. ISBN:2745127357. مؤرشف من الأصل في 11 يوليو 2018. {{استشهاد بكتاب}}: تحقق من التاريخ في: |تاريخ= (مساعدة)
5. 1 2  العباد، عبد العزيز بن أحمد. "المدخل إلى المنظومة البيقونية - صفحة 5" (PDF). مؤرشف من الأصل (PDF) في 7 مارس 2016. اطلع عليه بتاريخ ربيع الثاني 1435 هـ. {{استشهاد ويب}}: تحقق من التاريخ في: |تاريخ الوصول= (مساعدة)
6. ↑  الرشيد، محمد بن عبد الله (1422 هـ / 2001 م). الإعلام بتصحيح كتاب الأعلام. بيروت: دار ابن حزم. ص. 108. مؤرشف من الأصل في 2019-12-11. {{استشهاد بكتاب}}: تحقق من التاريخ في: |سنة= (مساعدة)
7. ↑  الزركلي، خير الدين (أيار 2002 م). الأعلام - ج 5 (ط. الخامسة عشر). بيروت: دار العلم للملايين. ص. 64. مؤرشف من الأصل في 2019-12-11. {{استشهاد بكتاب}}: تحقق من التاريخ في: |سنة= (مساعدة)